# Hydromac
La Hydromac SpA di San Mauro Torinese (Torino) è stata un'azienda italiana costruttrici di Escavatori e Macchine movimento terra.

## Storia
Nel 1965 la Bruneri Carlo & Mario F.lli si scinde in due società: la SIMIT, fondata da Mario Bruneri e l'Hydromac di Carlo Bruneri.
La sede principale aperta nel 1965 a San Mauro Torinese, nel periodo di massimo splendore darà la luce ad oltre 700 unità per anno.

## Produzione

### Yumbo
Nel primo periodo di attività sia Hydromac che SIMIT proporranno la stessa macchina base: gli escavatori Yumbo Super che furono prodotti con successo per anni dalla società di famiglia.

### HYD4 HG4
Il primo vero Nuovo progetto della Hydromac, si caratterizzava rispetto al Yumbo per il nuovo profilo del braccio boomerag. In oltre era dispobile anche la versione a carro gommato semovente.

### H5 H6 H7
Presto arrivarono anche i primi grossi escavatori che che superavano i 100 q.li. Queste macchine erano ancora caratterizzate del cosiddetto carro aperto che lasciava esposte le ruote di scorrimento.